# Godbluff
Albums de Van der Graaf Generator
Pawn Hearts
(1971) Still Life
(1976)
Godbluff est le cinquième album du groupe de rock progressif britannique Van der Graaf Generator, sorti fin 1975. Après une séparation de trois ans, le groupe s'y oriente vers un son plus dur, marqué par l'usage du clavinet.

## Titres
Toutes les chansons sont de Peter Hammill, sauf indication contraire.

### Face 1
1. The Undercover Man – 7:25
2. Scorched Earth (Peter Hammill, David Jackson) – 9:48

### Face 2
1. Arrow – 9:45
2. The Sleepwalkers – 10:31

### Titres bonus
L'album a été réédité avec deux titres bonus, enregistrés en concert le 9 août 1975.
1. Forsaken Gardens – 7:58
2. A Louse Is Not a Home – 12:23

## Musiciens
- Peter Hammill : chant, piano, clavinet, guitare électrique
- Hugh Banton : orgues, guitare basse
- Guy Evans : batterie, percussions
- David Jackson : saxophones, flûte